# مدراش

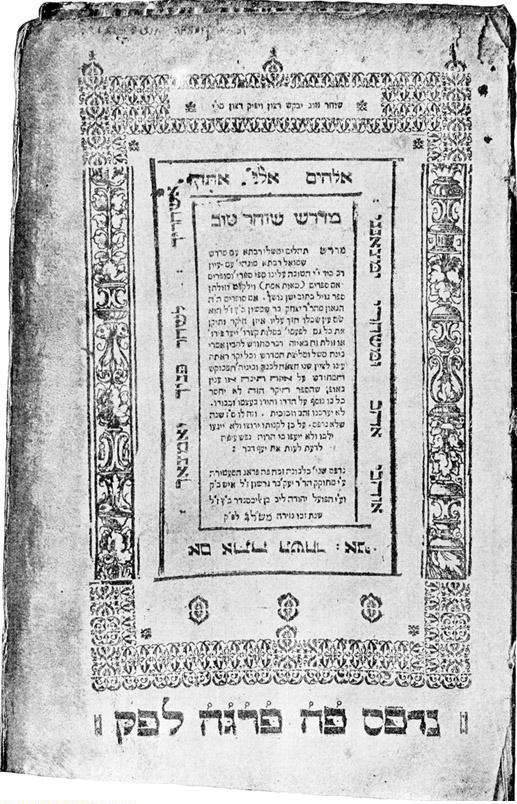
كتاب المدراش

المدراش (بالعبرية מדרש) هي سلسلة مجموعة من التعليقات القديمة على كل أجزاء التناخ بتنظيم وتقسيم مختلفين من مجموعة إلى أخرى فكل جزء من كتاب في المدراش يمكن أن يكون قصيرا جدا وبعضه يصل في القصر إلى كلمات قليلة أو جملة واحدة ويوجد بعض من اجزاء من المدراش في التلمود.